# 호앙아인뚜언 (역도 선수)
호앙아인뚜언(베트남어: Hoàng Anh Tuấn, 1985년 2월 12일~)은 베트남의 역도 선수, 지도자이다. 2008년 하계 올림픽 남자 밴텀급에서 은메달을 획득했으며 세계 선수권 대회 동메달 2개를 획득했다. 그는 베트남 올림픽 참가 선수 중 역대 두 번째로 메달을 획득한 선수이다.

## 경력
호앙아인뚜언은 2005년 세계 주니어 선수권 대회 남자 56kg급에서 합계 276kg을 들어 올려 은메달을 획득하였다. 같은 해 열린 2005년 세계 역도 선수권 대회 남자 56kg급에서 총 279kg을 기록하며 동메달을 차지하였다.
그는 2006년 세계 역도 선수권 대회에서도 남자 56kg급에 참가하여 인상 124kg, 용상 152kg, 합계 276kg으로 동메달을 획득했다. 이 대회에서는 리정과 세르히오 알바레스 불레트에 이어 3위를 기록하였다.
또한 2006년 아시안 게임에서도 남자 56kg급에서 인상 128kg, 용상 157kg, 합계 285kg으로 은메달을 목에 걸었다.
2008년 아시아 역도 선수권 대회에서는 합계 279kg으로 금메달을 차지하였다. 그는 2008년 하계 올림픽 남자 56kg급에서 합계 290kg을 들어 올려 은메달을 획득하며 베트남 역도 역사상 올림픽에서 큰 성과를 이뤘다.
뚜언은 2008년 베트남 올해의 남자 선수로 선정되었다.
그러나 2010년 9월 18일, 금지 약물인 옥실로프린 양성 반응으로 인해 2년간 선수 자격 정지 처분을 받았다. 세계 반도핑 기구가 경쟁 스포츠에서 금지한 물질.
은퇴 이후 그는 지도자로 활동하며 아시안 게임 등 국제 대회를 목표로 하는 후배 선수들을 지도하고 있다.

## 수상

### 개인
- 베트남 올해의 스포츠인(2008년)